# 秋田実季
秋田 実季（あきた さねすえ）は、安土桃山時代から江戸時代前期にかけての大名。安東愛季の子。

## 概要
当初、出羽国北部にあって秋田郡など下三郡地方を領し、豊臣秀吉から本領を安堵された。江戸幕府成立後は、常陸国茨城郡（茨城県中部）に封じられ、常陸宍戸藩の初代藩主となったが、晩年は不遇だった。

## 出自
安東氏は安倍貞任の末裔と伝承される北方の名門であり、鎌倉時代にあっては津軽（青森県西部）の十三湊（青森県五所川原市）を本拠として勢力を拡げ、日本海交易と蝦夷沙汰を担った一族として蝦夷管領を名乗り、南北朝時代には内外に「日の本将軍」を号するほどであった。鎌倉時代後期、そのうちの一派が南下して雄物川・馬場目川下流の秋田郡に拠った。これを上国家と称し、出羽国湊城を本拠とした。一方津軽に留まった一族は糠部三戸郡（青森県南東部）地方を本拠とする南部氏の勢力に押され、室町時代にはいったん蝦夷地（現在の北海道）にのがれ、その後出羽国の米代川河口部に移った。これが下国家である。こうして戦国時代の安東氏は雄物川河口部に拠った上国家の湊安東氏と米代川河口部の檜山城（秋田県能代市）を本拠とする檜山安東氏に分立していたが、檜山安東家出身の父下国愛季の代で統合を果たし、男鹿半島の付け根部分に立地して日本海をのぞむ脇本城（秋田県男鹿市）に居城を移して安東氏の全盛期を築き上げた。しかし、この頃より南部氏との緊張はいっそう厳しさを増した。

## 生涯

### 湊合戦
天正15年（1587年）、父・愛季が病死したため、わずか12歳で跡を継ぐこととなったが、その継承に不満を持った従兄で12歳年長の安東通季（豊島通季）が「上国湊安東氏の復興」を掲げて反乱を起こした（湊合戦）。通季は日本海沿岸の海港の確保を願う内陸部の戸沢氏や小野寺氏、北奥の南部氏らの諸勢力とも通じていた。
実季は天正17年（1589年）、機先を制して出陣したが逆に撃退され、自身が檜山城に籠城するなど苦戦を重ねてようやく鎮圧した。通季らの軍勢は実季ら籠城側の十数倍におよび、籠城側は銃を300挺しか持たなかったが、5ヶ月以上も檜山城を守り抜いたといわれる。このときの実季の主力は檜山郡（後の山本郡）に基盤をもつ檜山衆であり、加えて阿仁川流域地方の嘉成氏や米代川中流域の浅利氏一族などの比内衆、また湊から檜山に移った竹ヶ鼻伊予など二十数名の湊衆が与同したといわれる。
この合戦は、北出羽内陸部の平鹿郡、比内郡方面への進出をはかる南部信直やその南部一族から津軽地方の独立をはかる大浦為信との抗争を巻き込んで、北奥羽における政治的激動の震源となった。実季は平鹿郡・雄勝郡地方を本拠とする小野寺義道と戦うが、その隙を狙って東方より侵入した南部信直とも激しく戦っている。
天正17年7月、由利郡の赤尾津氏や津軽の大浦為信との提携をはかることで、戸沢氏や南部氏と結んだ通季を破ることに成功した。
天正18年（1590年）、比内大館を南部氏から奪回した。これには大浦為信の助力があり、浅利頼平は為信の斡旋で比内の地に戻った。

### 北出羽の大名に
天正18年（1590年）、豊臣秀吉より小田原征伐への参陣を命じられ、これに従った。
続いて同年に奥州仕置がなされ、天正19年（1591年）には太閤検地がおこなわれた。湊合戦は秀吉によって惣無事令違反と見なされて一時問題となったものの、実季の中央工作もあって出羽国内の所領7万8,500石余のうち約5万2,440石の安堵が認められた。ただし、実高は15万石におよんだといわれる。旧領の3分の1にあたる約2万6,000石は太閤蔵入地として没収され、実季はその代官に任じられた
ここで重要なのは、永年にわたる係争の地であった比内（後の北秋田郡）の領有が確定されたことで、比内を地盤とする浅利氏・嘉成氏の領主権は否定された。そして秋田（南秋田郡）・檜山・比内のいわゆる秋田下三郡に加え、豊島郡（河辺郡）を有する大名としての地歩が固められた。なお太閤蔵入地設定の理由としては、蔵米輸送ないし地払いによる運上収益よりもむしろ秋田杉運上のためと考えられている。秋田杉運上は、文禄2年（1593年）の前田利家建造の安宅船の船材運上にはじまり、淀舟材木、橋板を経て、慶長2年（1597年）以降は伏見作事用板（太閤板）の運上として固定した。また領内の土崎湊（現在の秋田港）、能代湊（能代港）の2港を整備して、領国経済を確立させ、両港および越前国敦賀湊（現在福井県敦賀市）などでは米のほか木材を販売している。

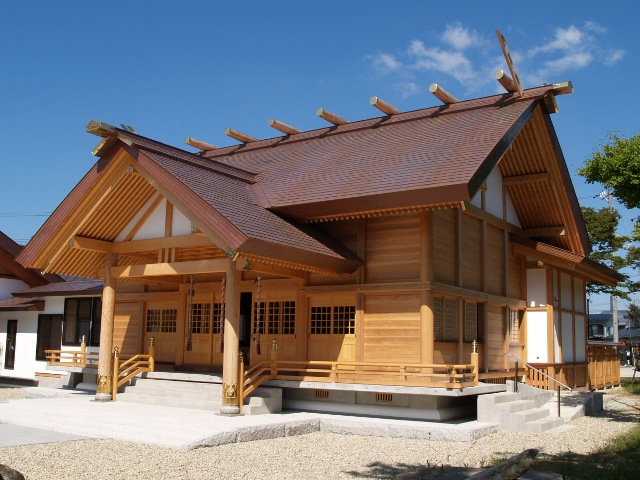
湊城跡地に鎮座する土崎神明社

奥州仕置後、実季はあらためて平城として、雄物川河口の土崎湊に堀をともなう湊城を築いて本拠をここに移し、秋田城介を号して秋田氏を名乗った。また大館城（大館市）・脇本城（男鹿市）・馬場目城（五城目町）などの要地に功臣・一族を配して、比較的安定した領国支配を築いた。
豊臣秀次を総大将とする天正19年（1591年）の九戸政実の乱における討伐軍、文禄元年（1592年）よりはじまる朝鮮出兵にも参陣している。文禄2年（1593年）の文禄の役での渡海割当は、『浅野家文書』によれば134名であった。
文禄年間にはまた、自領の一部について検地を行った形跡がある。文禄3年（1594年）成立とみられる『秋田城之助殿分限帳』では秋田領は9万8,500石、蔵入地2万9,000石余と算定された。
文禄3年から文禄4年（1594年）にかけては、比内の浅利氏との間に小競り合いが生じている。史料には比内南西部の村がこの時「秋田よりなてきり」「秋田より放火」との記録が残る。浅利氏の家老であった片山弥伝（比内中野）、浅利七兵衛（十二所）、浅利内膳（八木橋）らは、これを機に直接、実季に従うこととなった。
慶長4年（1599年）から翌年にかけては本拠湊城の大規模な改築を行なっている。そこには、多数の大工・鍛冶・大鋸引・葺土・壁塗りが参加したことが記録に残されている。

### 宍戸転封と伊勢での蟄居
慶長5年（1600年）の関ヶ原の戦いでは東軍方に立った。会津征伐での山形城主最上義光と上杉景勝との講和は秋田氏と最上氏との密約を察した上杉側によって決裂となり、慶長出羽合戦では小野寺義道を平鹿郡大森城（秋田県横手市大森町）に攻めた。しかしこの際に秋田氏の勢力が増大することを恐れた戸沢氏が厭戦的態度をとったことに加え、最上と上杉側との戦前交渉に失敗し最上を孤立させる一因を秋田氏側が作っていたことなどから、戦後に山形城主最上義光が「実季が裏では小野寺方と通じていて実は東軍方と言えない」と徳川家康に讒言する事態となった。なお、本来の会津征伐の計画では南部氏と秋田氏などの出羽の諸大名は最上義光を大将としてその指揮命令の下に米沢城を攻撃する計画であったが、石田三成の挙兵によって会津征伐が中止になって以降の軍事指揮権について引き続き自分に指揮権があると考える義光と、あくまでも全体の指揮官は家康であって義光の指揮権は会津征伐が中止になった時点で消滅した（個々の大名が家康の許可を得て軍事作戦を行う）と考える実季ら諸大名との間に認識の相違があったと考えられ、義光は伊達政宗に対して戸沢氏ら実季以外の諸将についても軍令違反があるとの認識を示した書状を送っている。
対し実季は弁明し、家康の嫌疑を晴らすことに成功したが、慶長7年（1602年）、家康の命を受けて常陸国宍戸に転封された。これは常陸国の大名佐竹氏の秋田・仙北への入部にともなうものであったが、一方で太閤蔵入地は没収され事実上の減封となった。このとき、姓を秋田から伊駒へと改めている（その後復姓）が、太閤蔵入地とされた旧領が豊臣氏の所領として家康によって没収されたことに対し、実季が不満を抱いたのではないかとも推測される。慶長16年1月15日（1611年2月27日）には、従来自称してきた従五位下秋田城介に正式に補任された。
宍戸藩主となった実季は、慶長19年（1614年）の大坂夏の陣では豊臣方先鋒隊らと激突したものの大損害を出し、敗北を喫した。

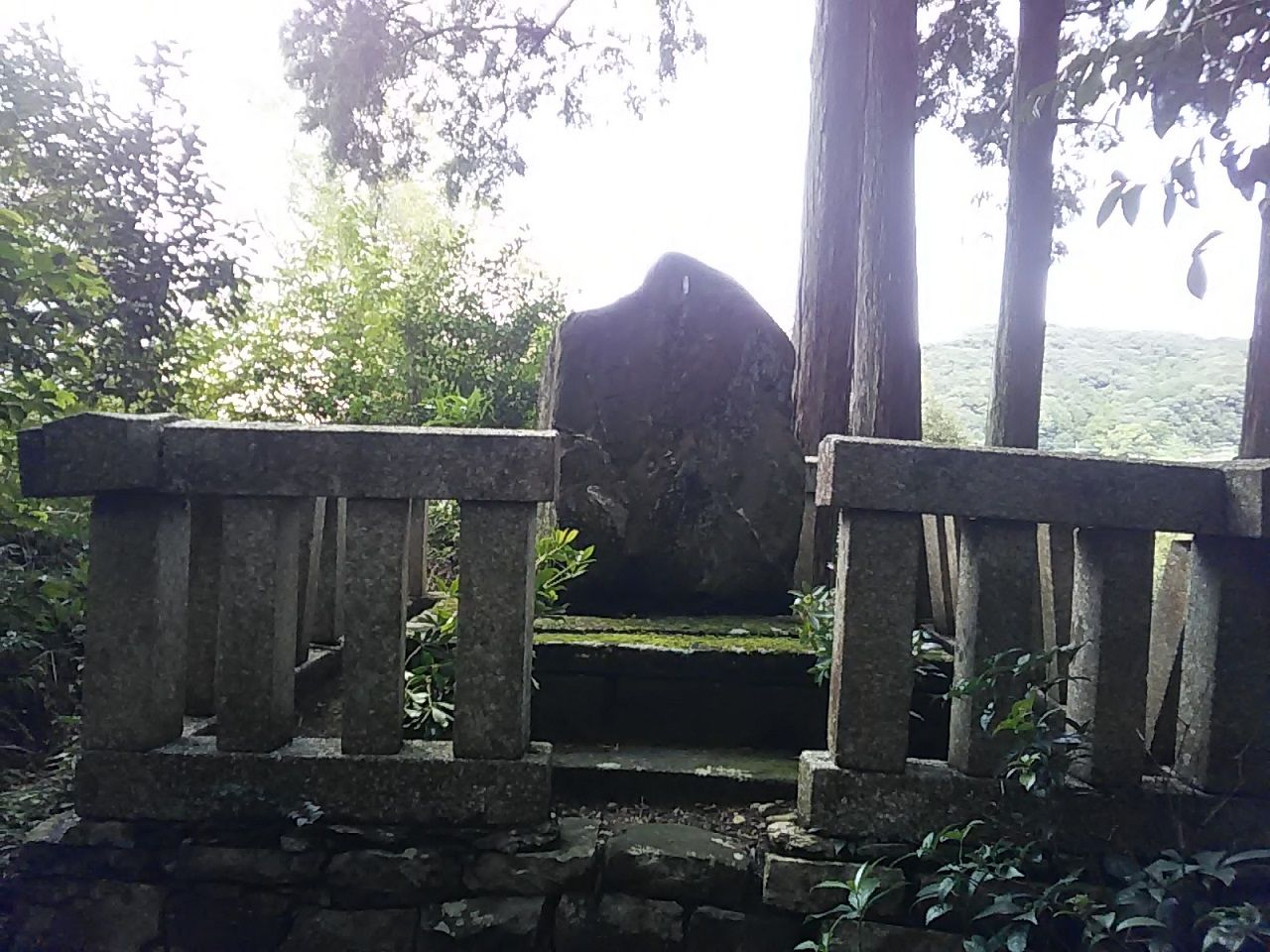
秋田実季の墓(伊勢市永松寺)

寛永7年（1630年）、元和偃武後も戦国大名らしい気骨が横溢していることが幕府の忌み嫌うところとなり、突如伊勢国朝熊（三重県伊勢市朝熊町）へ蟄居を命じられた。嫡男の俊季との不和説や、従来からの檜山系・湊系による家臣間の対立が背後にあったのではないかとする見解もあるが、詳細は不明である。なお、秋田氏は俊季の幕府への忠節と、俊季の母 が大御所秀忠の正室崇源院の従姉妹にあたることも幸いして俊季の家督継承が認められ、正保2年（1645年）陸奥三春に5万5,000石移封すると以後幕末まで同地で存続した。
寛永7年以降約30年にわたり、実季は伊勢朝熊の永松寺草庵にて蟄居生活を余儀なくされた。万治2年（1660年）、同地にて死去した。享年85。朝熊永松寺には、実季の用いた食器などの日用品が現在も残されている。

## 人物
伊勢朝熊に蟄居した際に万金丹を制作したという逸話が残る。
実季の帰依した若狭国小浜の羽賀寺に僧形像 が残り、福井県の有形文化財（歴史資料）に指定されている。陸奥国三春には俗身で束帯姿の木像が残る。和歌や文筆、また、茶道にも優れた教養人であったといわれる。以下は、実季の残した歌である。
我が庵は 道みえぬまで 茂りぬる すすきの絲の 心ぼそしや

## 系譜
父母
- 安東愛季（父）
- 畠山清信の娘（母）

正室
- 円光院 ー 細川昭元の娘

側室
- 瑞峯院 ー 荒木高兼の娘

子女
- 秋田俊季（長男）生母は円光院（正室）
- 秋田季次
- 秋田季信
- 秋田季長
- 秋田季則
- 荒木高綱室
- 津軽信建正室

## 系図
出典：
|  |  |  |  |      |      |      |      |      |      |  |  |          |      |      |      |      |      | 細川晴元 | 細川晴元 | 細川晴元 | 細川晴元 | 細川晴元 | 細川晴元 |        |        |          |          |          |          | 織田信秀 | 織田信秀 | 織田信秀 | 織田信秀 | 織田信秀 | 織田信秀 |          |          |          |          |      |      |
|  |  |  |  |      |      |      |      |      |      |  |  | 畠山清信 |      |      |      |      |      | 細川晴元 | 細川晴元 | 細川晴元 | 細川晴元 | 細川晴元 | 細川晴元 |        |        |          |          |          |          | 織田信秀 | 織田信秀 | 織田信秀 | 織田信秀 | 織田信秀 | 織田信秀 |          |          |          |          |      |      |
|  |  |  |  |      |      |      |      |      |      |  |  |          |      |      |      |      |      |          |          |          |          |          |          |        |        |          |          |          |          |          |          |          |          |          |          |          |          |          |          |      |      |
|  |  |  |  |      |      |      |      |      |      |  |  |          |      |      |      |      |      | 昭元     | 昭元     | 昭元     | 昭元     | 昭元     | 昭元     |        |        | お犬の方 | お犬の方 | お犬の方 | お犬の方 | お犬の方 | お犬の方 |          |          | 織田信長 | 織田信長 | 織田信長 | 織田信長 | 織田信長 | 織田信長 |      |      |
|  |  |  |  |      |      |      |      |      |      |  |  |          |      |      |      |      |      | 昭元     | 昭元     | 昭元     | 昭元     | 昭元     | 昭元     |        |        | お犬の方 | お犬の方 | お犬の方 | お犬の方 | お犬の方 | お犬の方 |          |          | 織田信長 | 織田信長 | 織田信長 | 織田信長 | 織田信長 | 織田信長 |      |      |
|  |  |  |  | 愛季 | 愛季 | 愛季 | 愛季 | 愛季 | 愛季 |  |  | 女       | 女   | 女   | 女   | 女   | 女   |          |          |          |          |          |          |        |        |          |          |          |          |          |          |          |          |          |          |          |          |          |          |      |      |
|  |  |  |  | 愛季 | 愛季 | 愛季 | 愛季 | 愛季 | 愛季 |  |  | 女       | 女   | 女   | 女   | 女   | 女   |          |          |          |          |          |          |        |        |          |          |          |          |          |          |          |          |          |          |          |          |          |          |      |      |
|  |  |  |  |      |      |      |      |      |      |  |  |          |      |      |      |      |      |          |          |          |          |          |          |        |        |          |          |          |          |          |          |          |          |          |          |          |          |          |          |      |      |
|  |  |  |  |      |      |      |      |      |      |  |  |          |      |      |      |      |      |          |          |          |          |          |          |        |        |          |          |          |          |          |          |          |          |          |          |          |          |          |          |      |      |
|  |  |  |  | 英季 | 英季 | 英季 | 英季 | 英季 | 英季 |  |  | 実季     | 実季 | 実季 | 実季 | 実季 | 実季 |          |          |          |          | 円光院   | 円光院   | 円光院 | 円光院 | 円光院   | 円光院   |          |          |          |          |          |          |          |          |          |          |          |          |      |      |
|  |  |  |  | 英季 | 英季 | 英季 | 英季 | 英季 | 英季 |  |  | 実季     | 実季 | 実季 | 実季 | 実季 | 実季 |          |          |          |          | 円光院   | 円光院   | 円光院 | 円光院 | 円光院   | 円光院   |          |          |          |          |          |          |          |          |          |          |          |          |      |      |
|  |  |  |  |      |      |      |      |      |      |  |  |          |      |      |      |      |      |          |          |          |          |          |          |        |        |          |          |          |          |          |          |          |          |          |          |          |          |          |          |      |      |
|  |  |  |  |      |      |      |      |      |      |  |  |          |      |      |      |      |      |          |          |          |          |          |          |        |        |          |          |          |          |          |          |          |          |          |          |          |          |          |          |      |      |
|  |  |  |  |      |      |      |      |      |      |  |  |          |      |      |      | 季則 | 季則 | 季則     | 季則     | 季則     | 季則     | 季長     | 季長     | 季長   | 季長   | 季長     | 季長     | 季信     | 季信     | 季信     | 季信     | 季信     | 季信     |          |          | 俊季     | 俊季     | 俊季     | 俊季     | 俊季 | 俊季 |